# تجر (سامن)
طجر، روستایی از توابع بخش سامن شهرستان ملایر در استان همدان ایران است .

## بناهای تاریخی
تپه خون کافران یا (ریش کافران) در این روستا قرار دارد.
این تپه در سال ۱۳۸۱خ به عنوان یکی از آثار ملی ایران با شماره ثبت ۳۰۳۷ به ثبت رسیده‌است.
امامزاده ابراهیم طجر سامن نیز یکی دیگر از این بناهای تاریخی است که بسیار زیبا و در جایی خوش آب و هوا قرار دارد . 

## جمعیت
این روستا در دهستان سامن قرار دارد و براساس سرشماری مرکز آمار ایران در سال ۱۳۹۵، جمعیت آن۷۶۸ نفر (۲۴۶خانوار) بوده‌است.

## موقعیت
این روستا در ۱۸ کیلومتری جنوب غربی این شهرستان و ۵ کیلومتری غربی راه ملایر به بروجرد واقع شده‌است. این روستا دارای یک امامزاده می‌باشد به نام امامزاده ابراهیم که وجود این امامزاده در این روستا خود باعث شده‌است که در مناسبت‌های مذهبی از سراسر شهرستان مردم به این روستا بروند و از این رو روستای طجر را از سایر روستاهای اطراف متمایز گردانند.

## فعالیت
مردم این روستا عموماً به شغل‌هایی همچون مرغداری، زنبورداری، کشاورزی و نقاشی ساختمان گرایش دارند.
تعداد مرغداری‌های این روستا به حدی زیاد بوده که این روستا را از این نظر در استان بی‌همتا گردانده‌است.

## محصولات
محصولات عمده کشاورزی این روستا عبارتند از عسل، آلو بخارا، گردو، بادام و …

## آب و هوا
تجر در دشت قرار دارد و آب و هوای آن در تابستانها خنک و زمستانها سرد است.